# イヴィツァ・イヴシッチ
イヴィツァ・イヴシッチ（Ivica Ivušić、1995年2月1日 - ）は、クロアチア・リエカ出身のサッカー選手。スーペルスポルトHNL・HNKハイドゥク・スプリト所属。クロアチア代表。ポジションはGK。

## 経歴
1995年にリエカで生まれ、地元のHNKリエカでキャリアを始める。リエカの下部組織で8年間過ごし、2009年にイタリアの名門クラブインテルナツィオナーレ・ミラノに移籍した。2014年7月、ACプラートへとレンタルされ、8月30日のサンマリノ・カルチョ戦でプロデビュー。その後、2015年8月17日、母国のNKイストラ1961へと移籍した。
2018年1月18日、ギリシャ・スーパーリーグのオリンピアコスFCに第3GKとして加入した。
2018年6月12日、NKオシエクと4年契約を結んだ。
2023年1月28日、キプロス・ファーストディビジョンのパフォスFCに移籍。
2025年7月14日、4年契約でHNKハイドゥク・スプリトに移籍した。

## 代表歴

### 出場大会
- クロアチア代表
  - 2022 FIFAワールドカップ
  - UEFA EURO 2024

### 試合数
- 国際Aマッチ 6試合 0得点（2021年-）[6]

| クロアチア代表 | 国際Aマッチ | 国際Aマッチ |
| 年             | 出場        | 得点        |
| -------------- | ----------- | ----------- |
| 2021           | 2           | 0           |
| 2022           | 3           | 0           |
| 2023           | 0           | 0           |
| 2024           | 1           | 0           |
| 通算           | 6           | 0           |